# 红椿
红椿（学名：Toona ciliata），楝科香椿属落叶或近常绿乔木。生长于海拔300～1500的山坡、沟谷等地，分布于湘、川、闽、粤、桂、滇等省。

## 形态
乔木，高可达20米。叶为奇数或偶数羽状复叶，小叶7～8对，对生或近对生。圆锥花序顶生。蒴果长椭圆形，木质。

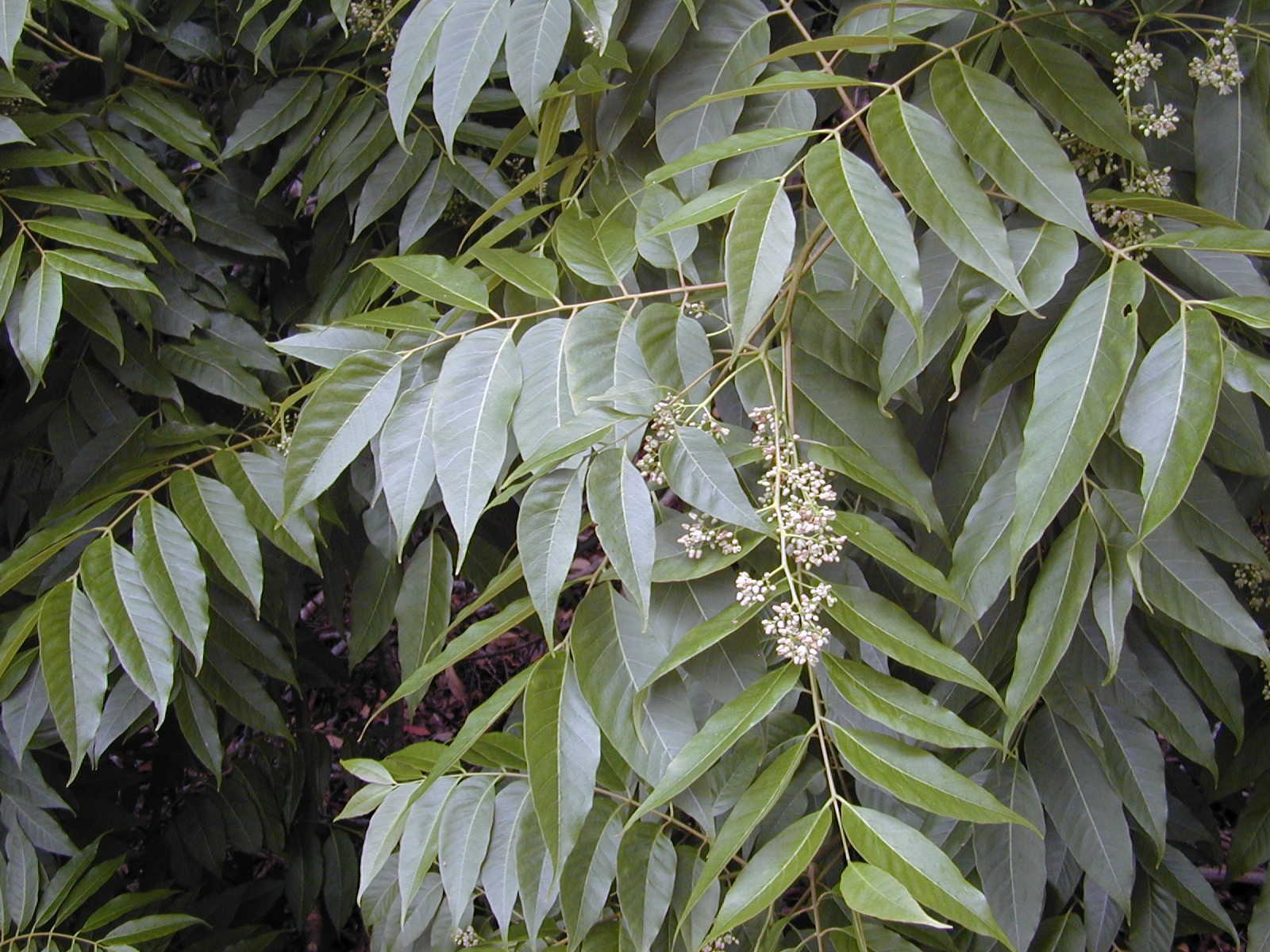